# 栄町
栄町（さかえまち）は、千葉県の北部中央に位置し、印旛郡に属する町。町のキャッチコピーは「元気が出るまち」、「水と緑の田園観光都市」。
地名としての栄町は日本各地に存在するが、基礎自治体としての「栄町」は当町のみ。
都市雇用圏における成田都市圏。国際観光モデル地区に指定されている。町内には国の史跡に指定されている龍角寺古墳群・岩屋古墳などの古墳が良好に保存されている。

## 地理
千葉県北部中央に位置し、県庁所在地である千葉市から約30キロメートルの距離である。東京都の都心から45 - 55キロメートル圏内である。都市雇用圏における成田都市圏に含まれており、成田市へ25.2%、東京都特別区部へ12.5%（いずれも平成22年国勢調査）。
平野は関東平野に含まれ、町の西北部と南部は平坦であり水田地帯が広がる。東部の台地は下総台地で山林や畑が多くある。利根川流域に位置し、町の北は利根川が流れ、南には印旛沼、中心部には利根川と印旛沼を結ぶ長門川、西には将監川などの川に囲まれている。
町役場は安食台にあり、その周囲の安食地区とともに、安食駅（JR成田線）を含めた町の中心市街地となっている。

### 隣接している自治体
- 千葉県
  - 成田市
  - 印西市
- 茨城県（利根川の対岸）
  - 北相馬郡
    - 利根町

  - 稲敷郡
    - 河内町

### 町丁
※ 五十音順
安食、安食台（ニュータウン）、安食卜杭新田、麻生、請方、大森、興津、押付、北、北辺田、酒直、酒直台（ニュータウン）、四箇、須賀、曽根、中谷、長門谷、西、布鎌酒直、布太、生板鍋子新田、南、南ケ丘、三和、矢口、矢口神明、四ッ谷、龍角寺、竜角寺台（ニュータウン）、龍ケ崎町歩、脇川、和田

### 市町村合併計画
かつて同じ印旛郡であった四街道町・八街町・印西町・白井町・富里町は「人口5万人超え」の条件を達成したことで市制施行をし、町から市に昇格した。しかし栄町は住宅地の面積が少ないこともあり「千葉県栄市」への市制施行の道は実質不可能。そのため隣接地への2つの編入計画が存在している。
- 2002年以降、「栄町・成田市・富里市・神崎町・多古町・芝山町」の6市町で合併し、成田空港を核とした人口23万人の特例市を目指す計画が進められているが、実現には至らずに難航している[3]。
- 同じく2002年以降、「栄町・印西市・白井市」での合併協議もあるが、こちらも実現していない。

## 沿革

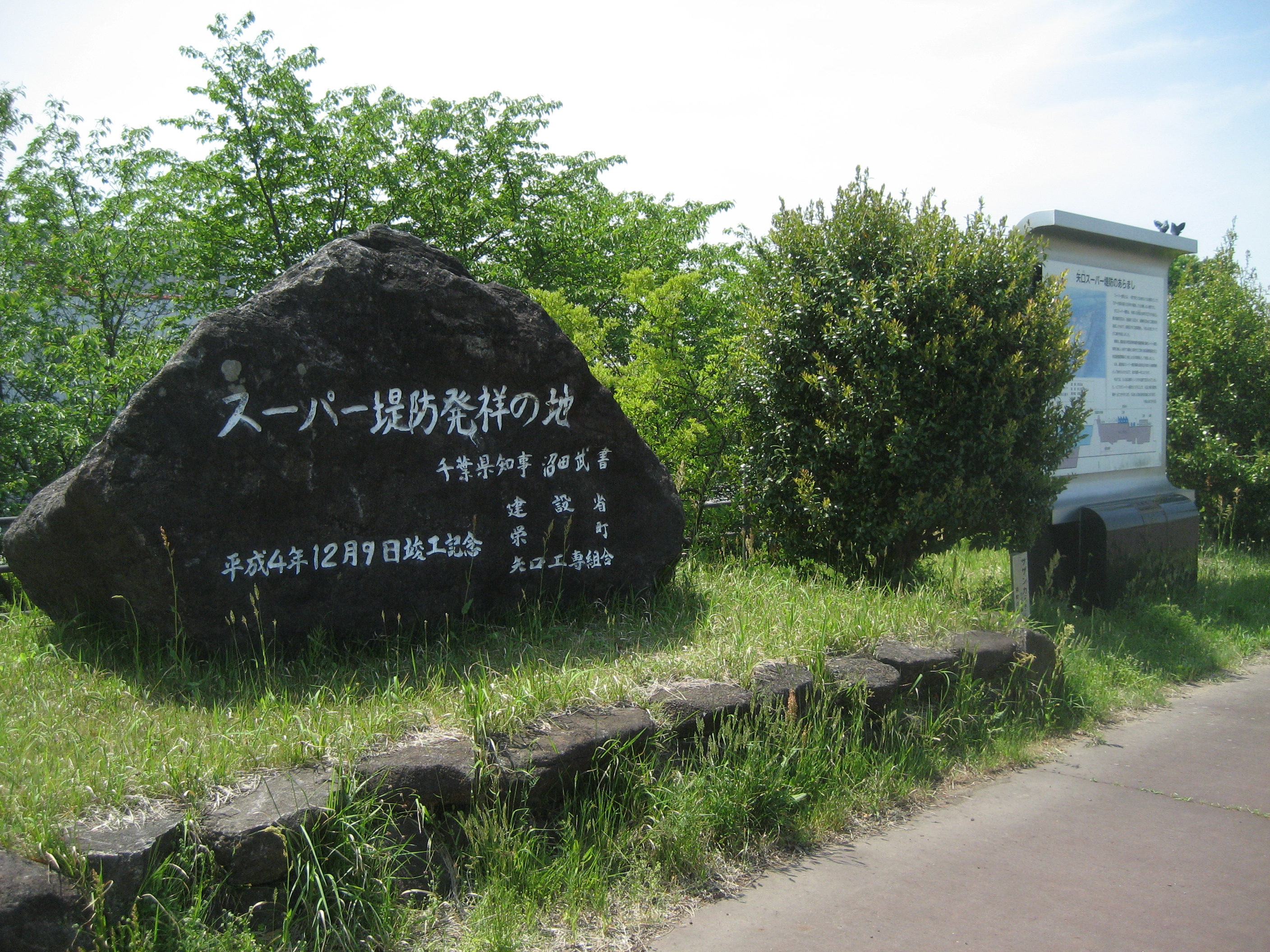
利根川堤防に設置されているスーパー堤防発祥地の碑

- 1955年（昭和30年）12月1日 - 印旛郡安食町・布鎌村が新設合併し、栄町が発足。
- 1956年（昭和31年）1月1日 - 茨城県稲敷郡河内村の一部（生板鍋子新田・龍ヶ崎町歩）を編入。
- 1965年（昭和40年） - 国道356号が制定。
- 2006年（平成18年）4月18日 - 利根川を渡る若草大橋が開通。

## 人口
平成27年国勢調査より前回調査からの人口増減をみると、5.99％減の21,228人であり、増減率は千葉県下54市町村中39位、60行政区域中45位。
| |                                      |  |
| 栄町と全国の年齢別人口分布（2005年） | 栄町の年齢・男女別人口分布（2005年） |  |
| ■紫色 ― 栄町 ■緑色 ― 日本全国 | ■青色 ― 男性 ■赤色 ― 女性            |  |
| 栄町（に相当する地域）の人口の推移 \| 1970年（昭和45年） \| 8,825人 \| \| \| 1975年（昭和50年） \| 8,952人 \| \| \| 1980年（昭和55年） \| 9,553人 \| \| \| 1985年（昭和60年） \| 14,208人 \| \| \| 1990年（平成2年） \| 22,493人 \| \| \| 1995年（平成7年） \| 25,615人 \| \| \| 2000年（平成12年） \| 25,475人 \| \| \| 2005年（平成17年） \| 24,377人 \| \| \| 2010年（平成22年） \| 22,580人 \| \| \| 2015年（平成27年） \| 21,228人 \| \| \| 2020年（令和2年） \| 20,127人 \| \| |                                      |  |
| 総務省統計局 国勢調査より |                                      |  |
| 1970年（昭和45年） | 8,825人                              |  |
| 1975年（昭和50年） | 8,952人                              |  |
| 1980年（昭和55年） | 9,553人                              |  |
| 1985年（昭和60年） | 14,208人                             |  |
| 1990年（平成2年） | 22,493人                             |  |
| 1995年（平成7年） | 25,615人                             |  |
| 2000年（平成12年） | 25,475人                             |  |
| 2005年（平成17年） | 24,377人                             |  |
| 2010年（平成22年） | 22,580人                             |  |
| 2015年（平成27年） | 21,228人                             |  |
| 2020年（令和2年） | 20,127人                             |  |

## 行政

### 町長
- 歴代町長
  - 初代 - 長沢七衛（1956年1月15日 - 7月18日）
  - 2代 - 浮島宏之助（1956年8月3日 - 1960年2月22日）
  - 3代〜5代 - 石井泰助（1960年3月13日 - 1972年3月12日）
  - 6代〜12代 - 藤江恭（1972年3月13日 - 2000年3月12日）
  - 13代 - 大野眞（2000年3月13日 - 2004年3月12日）
  - 14代〜15代 - 川﨑吉則（2004年3月14日 - 2010年4月4日）
  - 16代〜18代 - 岡田正市（2010年5月23日 - 2022年5月22日）
  - 19代～ - 橋本浩（栄町ライオンズクラブ代表。2022年5月23日 - ）

### 町議会
定数:14

### 消防・警察・防犯
- 栄町消防本部
- 成田警察署 - 安食地区、竜角寺台地区、酒直台地区を管轄
  - 成田警察署栄交番（安食台一丁目に所在）
- 印西警察署 - 布鎌地区を管轄
  - 布鎌駐在所（南ヶ丘に所在）
- 栄町防犯ボックス（安食駅前ロータリー）[5]
- 成田防犯連合会防犯指導員栄町部会（1985年発足）
- 栄町布鎌防犯組合（旧名：印西警察署管内防犯組合連合会栄町支部。1991年発足）
- ふれあいパトロール隊
- けやきの会
- 竜角寺台自治会「防災防犯部」
- 酒直台防犯パトロール隊（2021年7月結成）[6]

### 国政
- 衆議院
  - 選挙区：全域が千葉県第13区に属する。
- 参議院
  - 選挙区：千葉県選挙区に属する。

### 県政
- 千葉県議会
  - 選挙区：印西市と栄町で1つの選挙区となっていて、定数2人。

## 経済・産業

### 産業
基幹産業は第一次産業が盛んである。
支社・工場
- 日本食研製造千葉工場
- 紀文食品東京工場
- よつ葉乳業東京工場

### 本社・本店を置く企業
- 日本食研ホールディングス千葉本社（登記上の本店は愛媛県今治市）
- ケーオー産業千葉本社（登記上の本店は愛媛県今治市）
- ナリタヤ本社

### 金融機関
- 千葉銀行安食支店
- 京葉銀行栄支店
- 千葉信用金庫印西支店安食出張所（2018年3月17日閉鎖）
- 千葉信用金庫印西支店ナリタヤ安食店出張所（2018年3月19日開設）

### 郵便局
- 印西郵便局 - 栄町全体を管轄
  - 安食駅前郵便局
  - 安食郵便局
  - 栄安食郵便局

### 農業協同組合
- 西印旛農業協同組合（JA西印旛）東部支店

### 各種法人
- 社会福祉法人 栄町社会福祉協議会
- 一般社団法人 成田青年会議所（成田市・栄町・富里市・酒々井町・芝山町・多古町を管轄）
- 一般社団法人 栄町シルバー人材センター
- 特定非営利活動法人 栄町観光協会
- 特定非営利活動法人 助け合いネットさかえ
- 特定非営利活動法人 ねむの里
- 特定非営利活動法人 クレンサ・スポーツ・アカデミー
- 特定非営利活動法人 市民後見センター印旛 （旧・石戸珠算学園 安食台教室跡地）

### 広報紙
- 広報SAKAE、ちいき新聞（成田版）、つながり、いごろ、ひまわり通信

### 住民活動・ボランティア
- 栄町青色申告推進協議会
- 栄町人権擁護委員
- 栄町行政相談委員
- 栄町商工会
- 仲下町商栄会
- 栄町住民活動支援センター
  - 栄町少年野球連盟
- 栄町建設協同組合
- 印西地区衛生組合
- 長門川水道企業団
- 栄町ライオンズクラブ（社会奉仕団体）
- かぐや姫プロジェクト（主催：合同会社竹取物語）
- 寺子屋くらぶ & Ajiki British Club

## 教育

### 教育委員会
- 栄町教育委員会

### 幼稚園
- 酒直幼稚園
- 認定こども園 ながと幼稚園

### 保育園
- みなみ栄保育園
- 安食保育園
- 小規模保育事業所 うさぎとかめ
- 小規模保育事業所 さかえ保育園（2024年4月1日開所）

### 児童福祉施設
- さくらんぼ（子育て支援センター。安食保育園内）
- キッズランド アップル（子育て情報・交流館）
- はっぴぃルーム（町内施設に月2回出張）

### 児童クラブ
- 竜角寺台児童クラブ
- 安食児童クラブ
- 安食台児童クラブ
- 布鎌児童クラブ

### 小学校
- 栄町立布鎌小学校
- 栄町立安食小学校
- 栄町立安食台小学校
- 栄町立竜角寺台小学校

### 中学校
- 栄町立栄中学校

### 特別支援学校
- 千葉県立栄特別支援学校（旧・栄町立栄東中学校跡地）

### 生涯学習
- ドラム自然楽校
- 佐保田礼法きもの学院（装道礼法きもの学院の系列校）

## 交通

### 鉄道路線

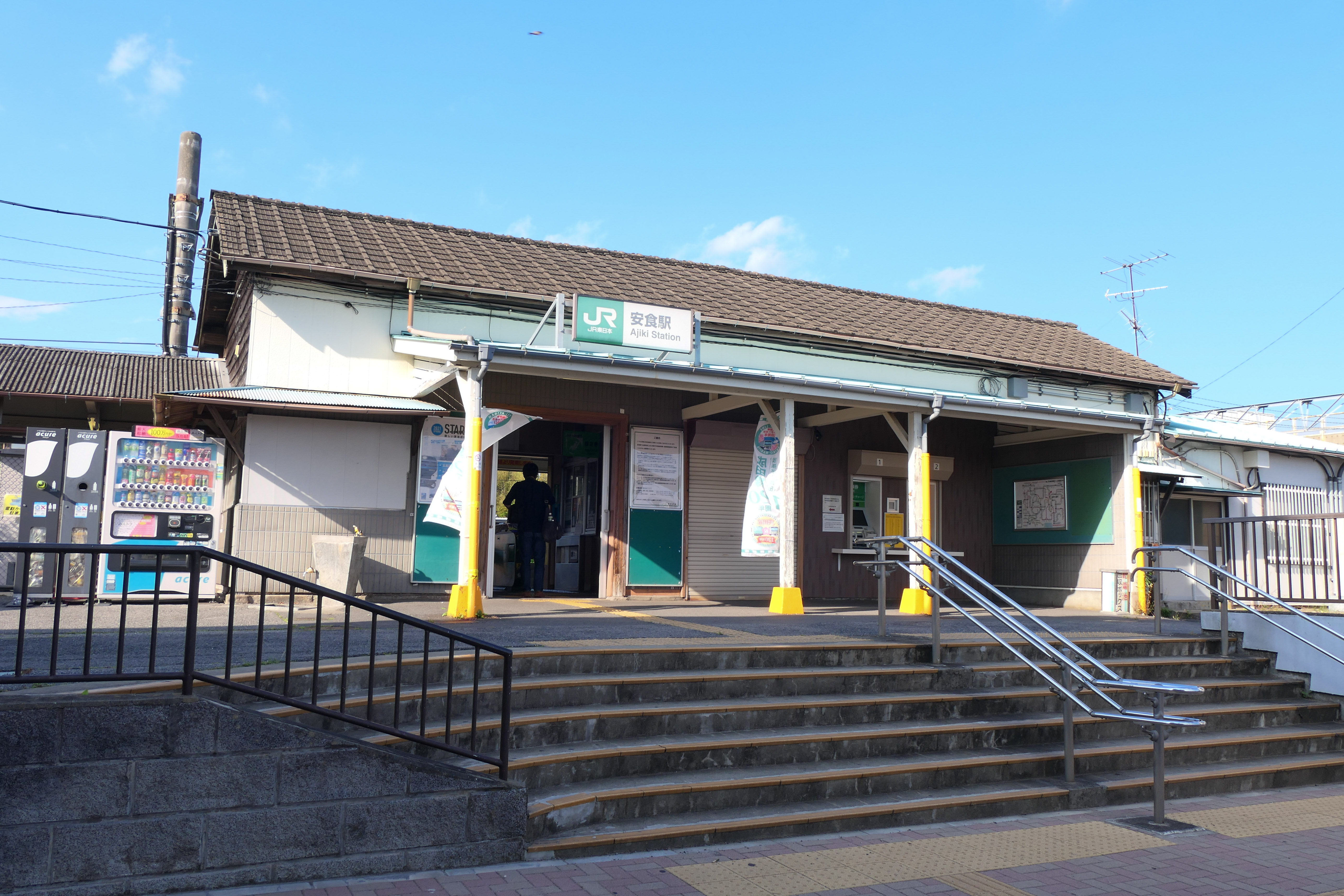
安食駅

東日本旅客鉄道（JR東日本）
■成田線（我孫子支線）
- - 安食駅 -

### バス路線
- ちばこうバス（京成タクシー成田）
  - 安食駅 - 竜角寺台車庫
- 千葉交通
  - 竜角寺台車庫 - 成田駅西口

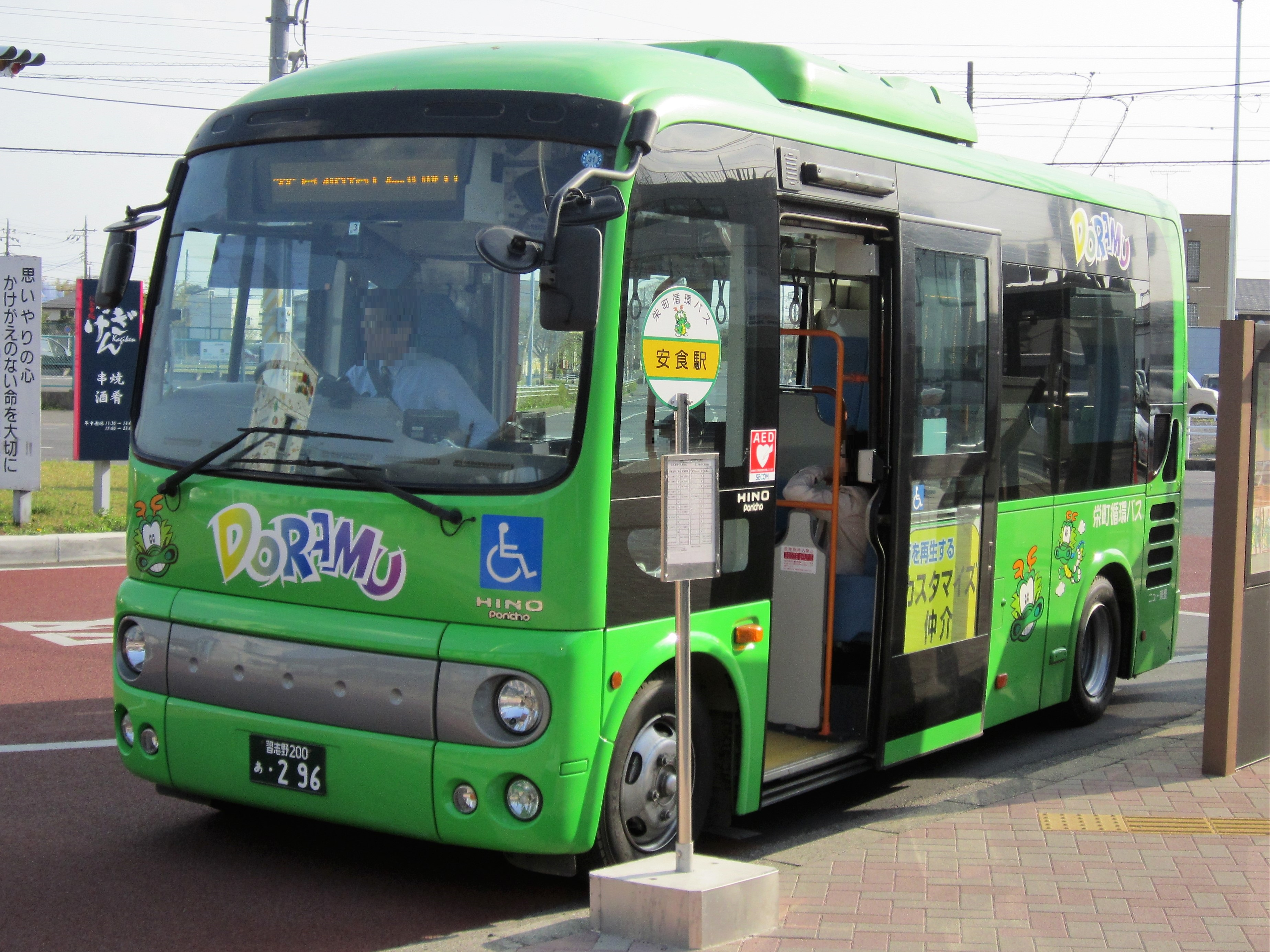
栄町循環バス（ドラムバス）

- 栄町循環バス （コミュニティーバス。愛称：ドラムバス。京成タクシー成田が受託）
  - 安食駅 - 小林駅 - 安食駅（布鎌循環ルート）
  - 安食駅 - 竜角寺台 - 安食駅（安食循環ルート）

### 道路
有料道路
- 若草大橋有料道路

一般国道
- 国道356号

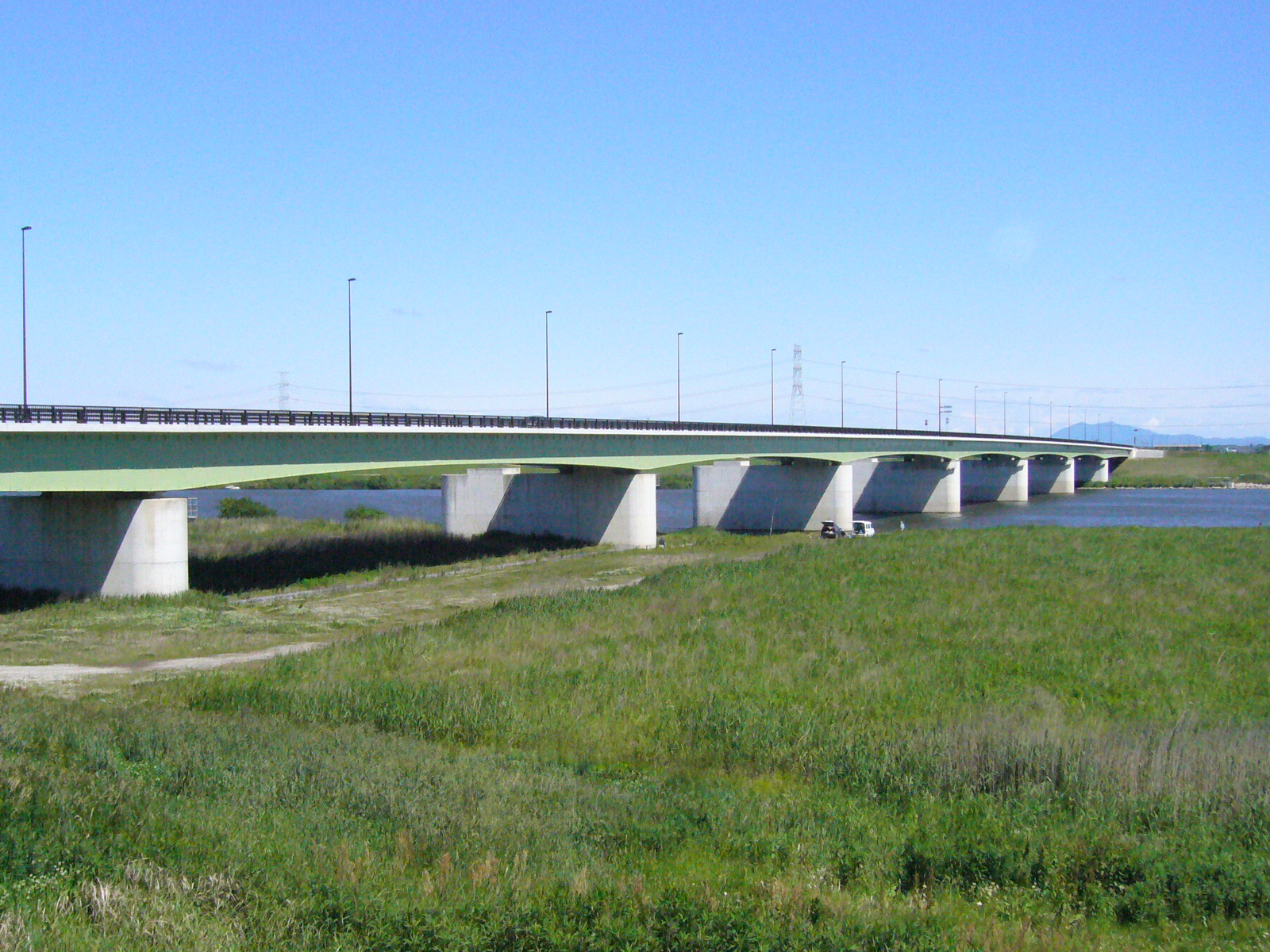
若草大橋（若草大橋有料道路）

  - 安食バイパス（栄町安食 - 印西市平岡）

主要地方道
- 千葉県道18号成田安食線（バイパス道路）
- 千葉県道68号美浦栄線

自転車道
- 千葉県道406号八千代印旛栄自転車道線
- 千葉県道409号佐原我孫子自転車道線

## イメージキャラクター
栄町のご当地ゆるキャラ。
- 龍夢[7]（ドラム。男の子。1997年2月26日生まれ）

## 特産品・銘菓
栄町の公式サイトや千葉県のホームページでは、下記が特産品・銘菓だと紹介されている。
- 栄町産黒大豆「どらまめ」
- 春月道の大鷲乃宮最中（栄町の最初の銘菓）
- 黒大豆焼酎「どらむすこ」
- 割烹金田屋の黒豆生カステラ
- 割烹金田屋の黒豆吟醸酒ケーキ
- 名代 倉右衛門商店のくず餅
- わたやのお煎餅
- 大鷲神社の子孫繁栄の飴

## 文化

### 名所・旧跡・観光スポット
- 印旛沼

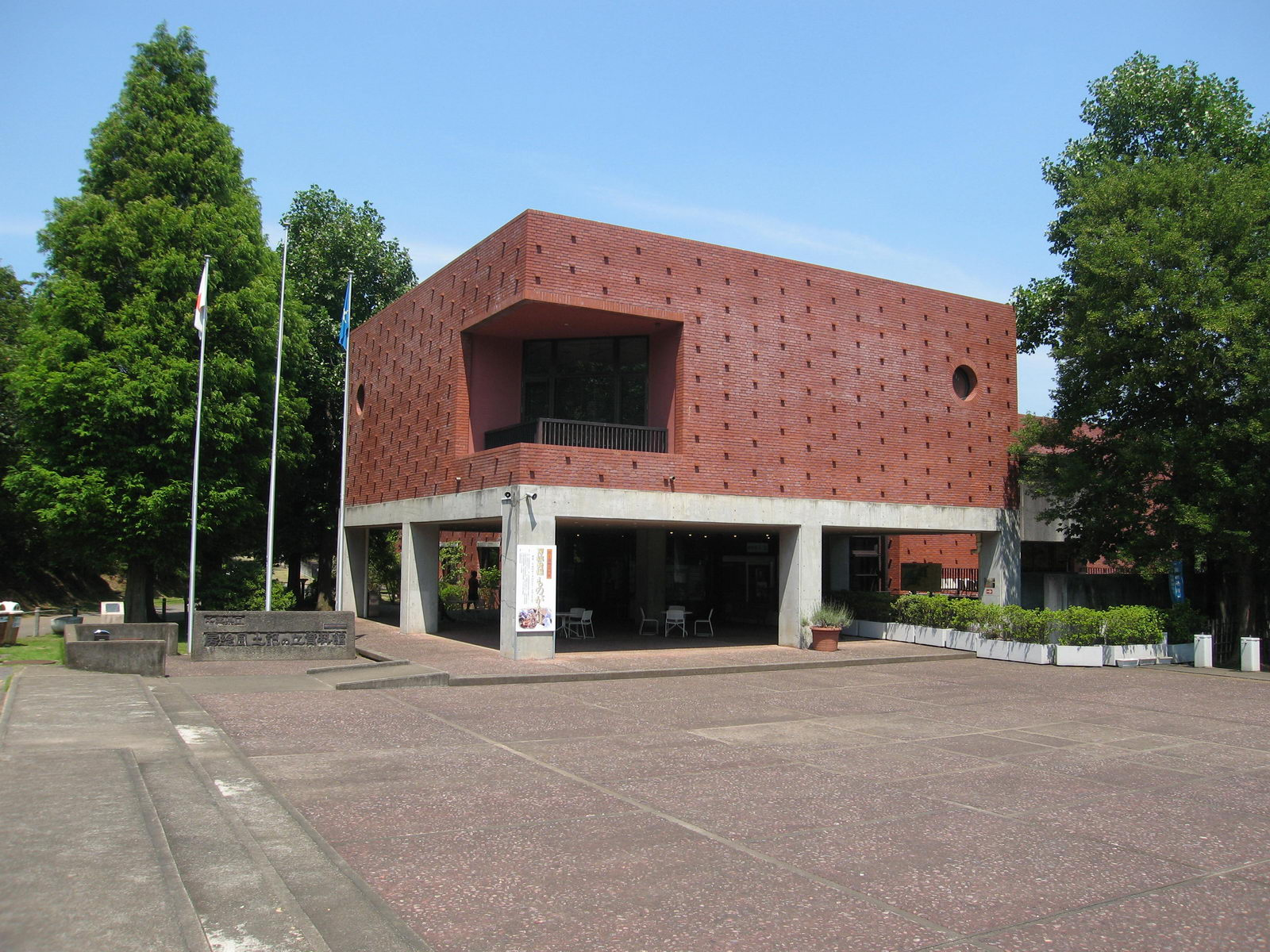
千葉県立房総のむら（風土記の丘資料館）

- 千葉県立房総のむら：一部敷地は成田市に跨る。下記の「ドラムの里」と隣接。
  - 風土記の丘資料館
- ドラムの里（栄町総合交流拠点）：成田国際空港を利用する外国人観光客向けなどの「コスプレの館」を構えている。

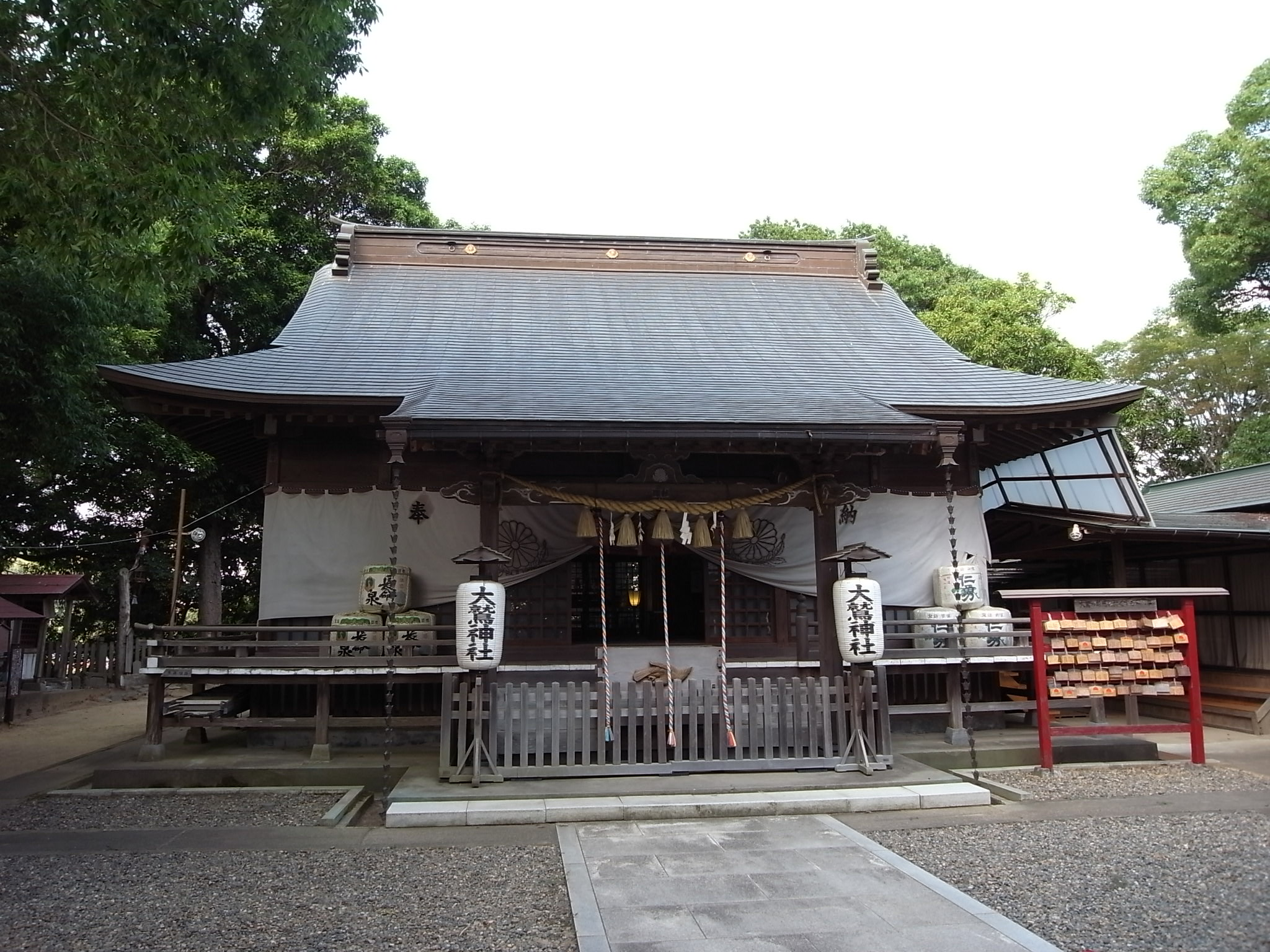
大鷲神社
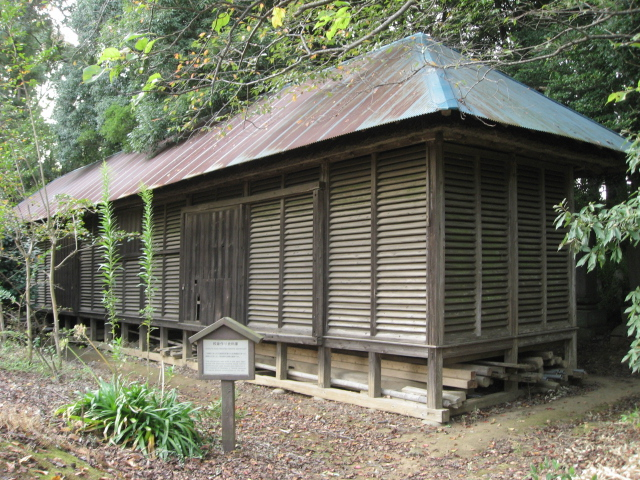
龍角寺（校倉作り資料庫）

- 下和田天満宮
- 八幡神社
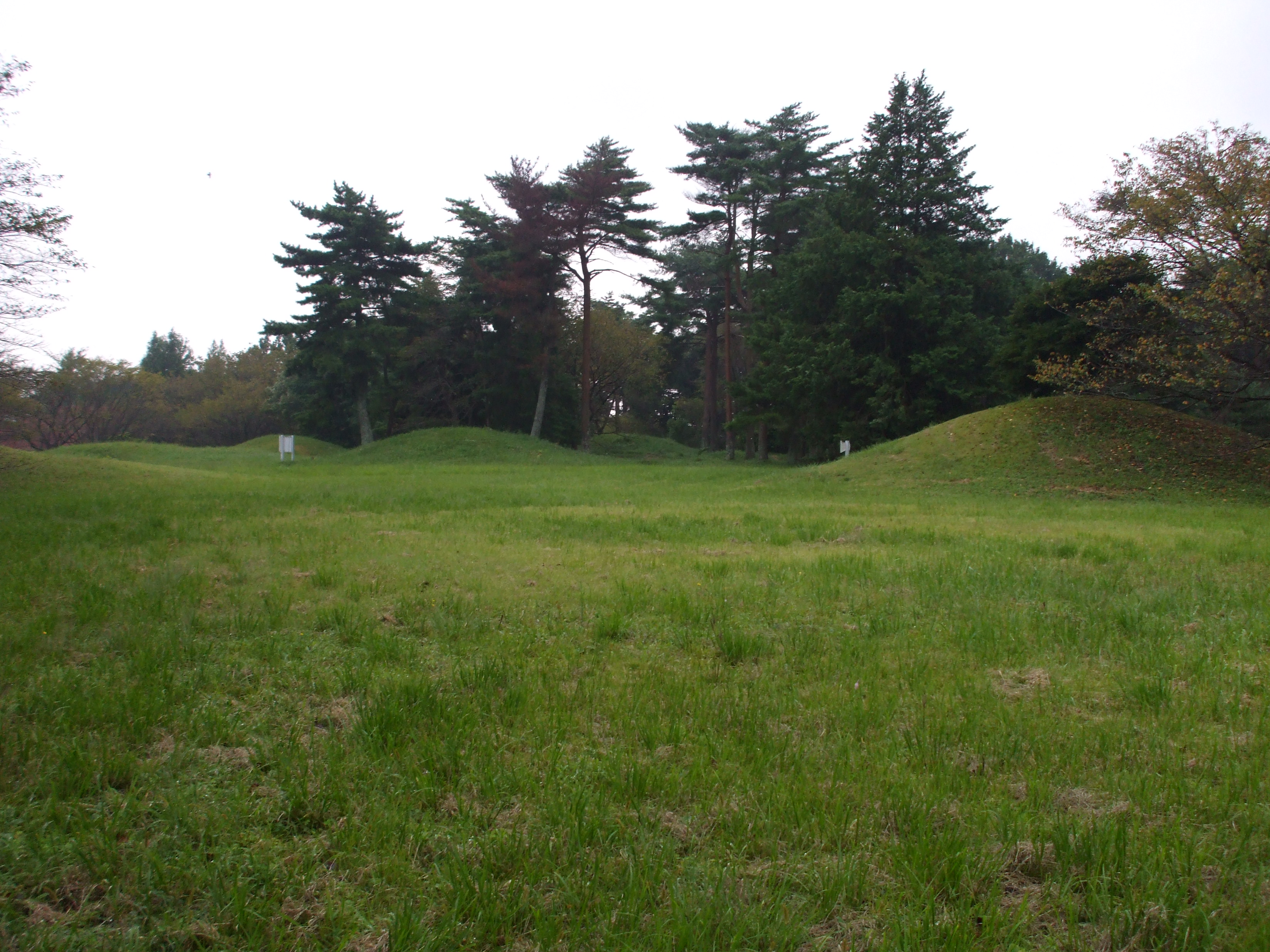
龍角寺：天台宗、天竺山。千葉県内最古の瓦葺き寺院であり、関東地方で最も古い寺の1つに数えられる。
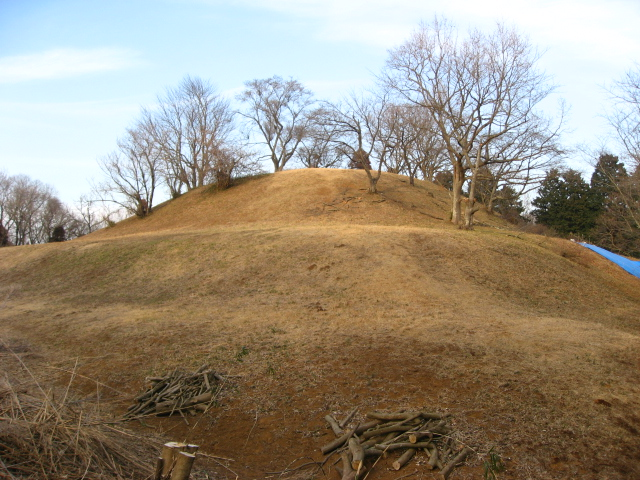
龍角寺古墳群：龍角寺古墳群・岩屋古墳として国の史跡に指定されている。 - 龍角寺岩屋古墳
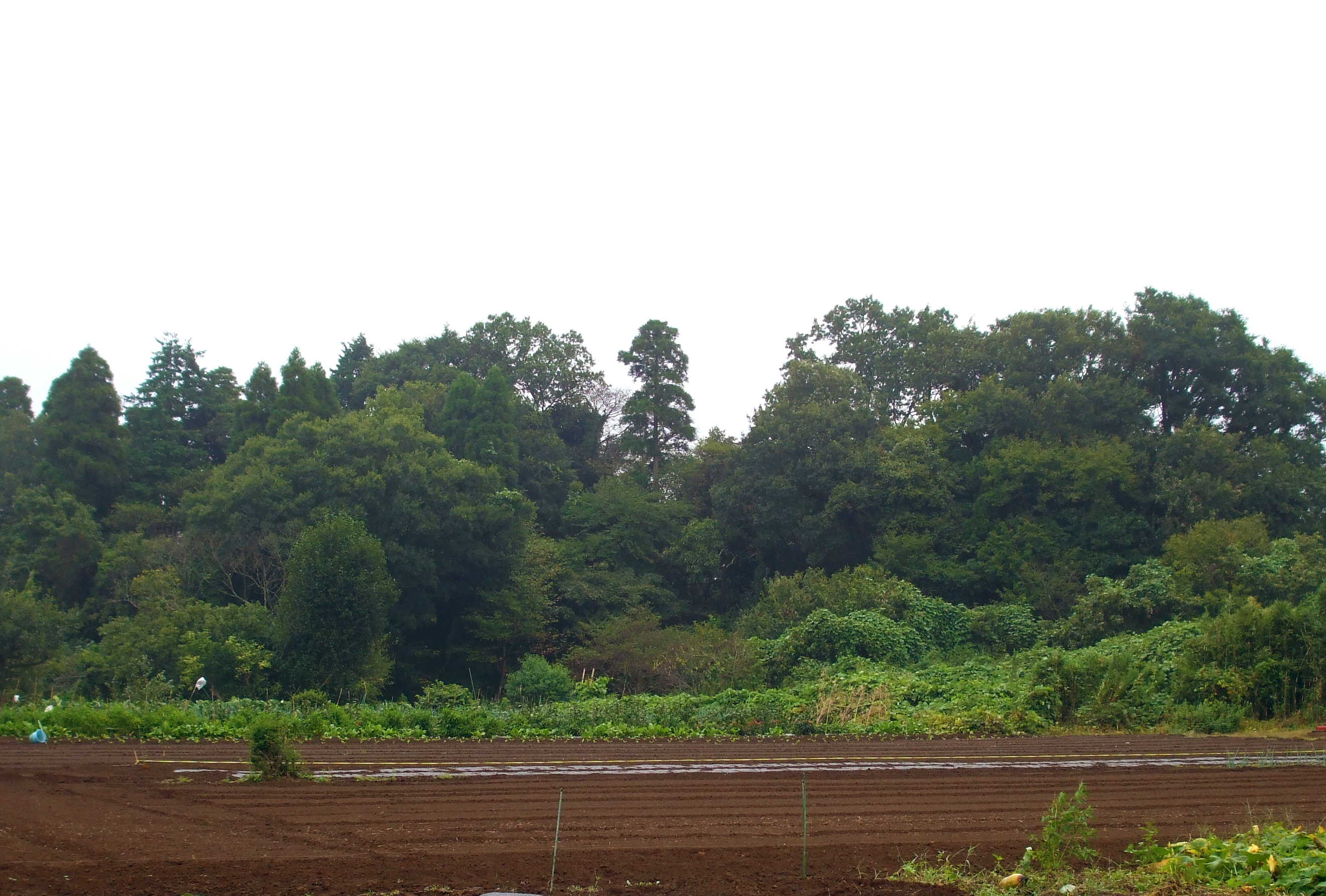
浅間山古墳
  - 浅間山古墳
- 私立安食學院の碑（勝田吉次郎が明治42年に創立した私設学校）
- 安食防空監視哨跡の碑
- 高野素十句碑（安食小学校内）
- 水原秋桜子句碑（長門谷甚兵衛橋脇）
- 篠田麦子句碑（長門川公園内）
- 荒木東皐句碑（長門川公園内）
- 高浜虚子句碑（長門橋下）
- 獣魂碑
- スーパー堤防発祥地の碑

- 大鷲神社
- 龍角寺（校倉作り資料庫）
- 龍角寺古墳群
- 龍角寺岩屋古墳
- 浅間山古墳

### 施設
- 栄町役場
- ふれあいプラザさかえ（略称：ふれプラ）
- すまいる館（旧・コメリ ハード＆グリーン 栄町安食台店 初代店舗跡地）
- ほほえみ広場（旧・栄町立酒直小学校跡地）
- 安食文化学園（沼南文化学園系列のカルチャーセンター。閉園）
- 日本基督教団 安食教会
- インマヌエル綜合伝道団 安食キリスト教会
- エホバの証人の王国会館
- 安食台第1近隣公園
- 安食台第2近隣公園（展望台あり）
- 水と緑の運動広場（野球場、テニスコート、多目的グラウンド）
この広場には道の駅を建設する計画が進められている。
- 町民Aグラウンド（野球場）
- 町民Bグラウンド（野球場）
- 町民Cグラウンド（クレンサ栄レインボーFCサッカー場）
- 栄町少年野球場（別名：栄町ヤングジャイアンツ球場）
- 東葛飾ボーイズ栄町グラウンド（野球場）
- 印西リトルシニア専用グラウンド（通称：若草グラウンド。野球場）
- 町民酒直体育館
- 竜角寺台プール（町民プール）
- 長門川マリーナ（レンタルボート。長門川・将監川）
- 北総マリン（レンタルボート、レンタルジェット。利根川）
- 栄町 学校給食センター
- ドラムふれあい農園（貸し農園）
- 栄町農業ふれあいセンター
- 長門川水道企業団前新田浄水場

#### コミュニティセンター (集会所・青年館)
- さかなおコミュニティセンター、安食台一・五・六丁目（愛称：いごろ）自治会集会所、昭苑台コミュニティセンター（安食台二丁目自治会集会所）、コミュニティセンター（安食台3丁目自治会集会所）、安食台四丁目自治会集会所、酒直台集会所、布鎌酒直集会所、麻生集会所、矢口集会所、下町集会所、三区集会所、龍角寺集会所、中谷集会所、布太集会所、曽根集会所、四ツ谷集会場、請方集会所、請方農村協同館、南集会所、和田集会所、北新田集会所、横須賀集会所、四ヶ村集会所、押砂集会所、三和集会所、西集会所
- 栄町松ケ丘青年館、麻生青年館、須賀新田青年館、北辺田青年館、辺引青年館、南部青年館、三和青年館、南青年館、請方青年館、和田青年館、四ツ谷青年館

#### 大手商業店舗
- マルエツ 安食店
- ナリタヤ 安食店
- DAISO マルエツ安食店
- ヤックスドラッグ 安食店（2018年12月19日開店）
- エービン 安食台店・印旛栄酒直台店
- クリエイトSD 栄町安食店（2023年2月17日開店）
- コメリ ハード＆グリーン 栄町安食台店（初代店舗：2019年5月19日閉店。二代目店舗：同年6月13日開店）
- しまむら 安食店
- 宝くじ ナリタヤ安食店
- ヤクルト 安食センター
- メガネハット 安食店
- おたからや 栄町安食台店
- ハードオフ／オフハウス 安食店
- 薬エンドウ 安食駅前店 → GEO 安食店（2015年9月27日に閉店）
- ホワイト急便 安食台店（閉店）・竜角寺台店（閉店）
- ママショップ加納クリーニング 安食台店
- ジャンボランドリーふわふわ 安食栄町店
- コインランドリー「マンマチャオ 安食台店」
- ヘアーカット専門店フレンドリー 安食店
- ドムドムハンバーガー マルエツ安食店（2017年9月30日閉店） → ランドリーカーサ マルエツ安食店（2018年10月1日開店） → ランドリープラス マルエツ安食店
- リトルマーメイド 安食店
- 養老乃瀧 安食店（2019年閉店）
- 夢庵 印旛栄町店
- セブン-イレブン 栄安食駅前店・栄ふじみ橋店・印旛栄酒直台店
- ファミリーマート 栄安食店・房総のむら店
- ローソン 栄町安食店（2019年6月6日開店）
- ミニストップ 栄町安食店（2023年3月10日閉店）・栄町和田店（2010年閉店）

### 芸能
- FDS（FRIDND'S DANCE SOCIETY。ダンススクール。1998年創設。拠点：ふれあいプラザさかえ）
- さかえ市民みゅーじかるの会（町民劇団。2009年創設。拠点：ふれあいプラザさかえ）

### スポーツチーム
- 栄町ヤングジャイアンツ（略称：ヤンジャン。1980年創設）
- クレンサ栄レインボーFC（サッカーチーム）
- 北総ローヴァーズFC（フットボールクラブ。本拠地：北総ローヴァーズスタジアム）
- 絆MBC（ミニバスケットボールクラブ）
- 北辺田ミニバスケットボールクラブ
- 全日本居合道連盟・正統無雙直傳英信流 栄信会 田畑道場（拠点：町民酒直体育館、安食小学校体育館）
- すまいるキッズ広場（シニアの健康体操クラブ。拠点：すまいる館）

### 祭事・催事
- リバーサイドさかえドラムマラソン（1981年から毎年2月。1994年までの旧名：栄町皆走大会）
- SAKAEリバーサイド・フェスティバル（通称：リバフェス。10月。当初は8月開催。栄町消防署前の利根川河川敷特設会場）
  - ダンスコレクション in SAKAE（8月。2013年〜2019年の全7回。栄町消防署前の利根川河川敷特設会場）
  - 花火大会
- 栄町ふれあい文化祭（3月。ふれあいプラザさかえ）
- キャンドルナイト in さかえまち（6月上旬。役場横の緑道）
- 八坂神社祇園祭（7月。駒形神社）
- ゆかたまつり（8月。ドラムの里）
- 栄町産業まつり（10月。安食台第一近隣公園）
- 安食台秋まつり（10月。安食台第一近隣公園）
- 布鎌惣社水神社奉納相撲大会（10月。布鎌惣社水神社）
- 安食駅前イルミネーション点灯式（11月）
- いっさいがっさいフェスティバル（12月。安食小学校）
- 安食酉の市（12月。大鷲神社）
- 栄町酉市少年野球大会（11月〜12月。主催：栄町少年野球連盟）
- 節分会（2月。大鷲神社、および駒形神社）
- 北辺田獅子舞（4月。天神社、および日蓮宗 蓮常寺）
- 人形・提灯供養祭（4月。安食りんどうホール）
- 栄町バス釣り大会（夏。2011年〜2013年の全3回。ゴルフ場「ザ・カントリークラブ・グレンモア（後の成田ヒルズカントリークラブ）」内の池）
- 少子化克服なべまつり（12月。大鷲神社。2015年から開催）
- おもち・豚汁会（12月。五斗蒔児童公園。主催：安食台1・5・6丁目〔愛称：いごろ〕自治会。共催：寿会・けやきの会）
- 栄町百年後芸術祭（2024年6月1日）

### 文化財
国・県指定および国登録文化財一覧。
| 番号 | 指定・登録 | 類別                     | 名称                              | 所在地                      | 所有者または管理者     | 指定年月日       | 備考  |
| ---- | ---------- | ------------------------ | --------------------------------- | --------------------------- | ---------------------- | ---------------- | ----- |
| 1    | 国指定     | 重要文化財（彫刻）       | 銅造薬師如来坐像                  | 印旛郡栄町竜角寺239         | 竜角寺                 | 昭和8年1月23日   | 1躯   |
| 2    | 国指定     | 記念物（史跡）           | 龍角寺境内ノ塔阯                  | 印旛郡栄町龍角寺244-2他     | 龍角寺                 | 昭和8年4月13日   |       |
| 3    | 国指定     | 記念物（史跡）           | 龍角寺古墳群・岩屋古墳            | 印旛郡栄町龍角寺1601他      | 栄町・成田市・千葉県他 | 昭和16年1月27日  |       |
| 4    | 県指定     | 有形文化財（考古資料）   | 龍角寺出土遺物                    | 印旛郡栄町竜角寺239         | 龍角寺                 | 昭和40年4月27日  | 一括  |
| 5    | 県指定     | 有形文化財（考古資料）   | 板碑                              | 千葉県立房総のむら          | 千葉県                 | 昭和58年2月22日  | 21基  |
| 6    | 県指定     | 有形文化財（考古資料）   | 池花南遺跡環状ユニット出土遺物    | 千葉県立房総のむら          | 千葉県                 | 平成7年3月14日   | 740点 |
| 7    | 県指定     | 有形文化財（考古資料）   | 木の根遺跡出土土偶                | 千葉県立房総のむら          | 千葉県                 | 平成8年3月22日   | 7点   |
| 8    | 県指定     | 有形文化財（考古資料）   | 三里塚No.55遺跡出土旧石器時代石器 | 千葉県立房総のむら          | 千葉県                 | 平成8年3月22日   | 33点  |
| 9    | 国登録     | 登録有形文化財（建造物） | 石原家住宅主屋                    | 印旛郡栄町北辺田字前原573-1 | 個人                   | 平成20年10月23日 | 1件   |

## 出身有名人
- 大貫文七（明治時代の牧師）
- 相原英賢（明治時代の牧師。安食に一時居住）
- シムラユウスケ（アーティスト）
- 大友慧（プロサッカー選手、JPボルテスFC）
- 栂野雅史（プロ野球選手、東北楽天ゴールデンイーグルス）
- 舛ノ山大晴（大相撲力士、千賀ノ浦部屋）
- うっほ菅原（吉本興業のお笑いコンビ「もぐもぐピーナッツ」のメンバー。「よしもと住みます芸人」の企画で2013年から栄町に居住）